# Pino Ammendola
Pino Ammendola (Nápoles, 2 de diciembre de 1951) , es un actor, director de cine, guionista y doblador italiano.

## Filmografía

### Cine

#### Actor
- Operazione San Gennaro - de Dino Risi  - 1967
- Io, Caligola - de Tinto Brass - 1979
- Camorra: contacto en Nápoles - de Lina Wertmuller - 1986
- Il camorrista - de Giuseppe Tornatore - 1986
- Animali metropolitani - de Steno - 1987
- Americano rosso - de Alessandro D'Alatri - 1991
- In camera mia - de Sergio Martino - 1992
- Panama Sugar - de Marcello Avallone - 1992
- Piccolo grande amore  - de Carlo Vanzina - 1993
- Uomini sull'orlo di una crisi di nervi  - de Alessandro Capone - 1995
- Caramelle - de Cinzia TH Torrini - 1995
- Un uomo perbene - de Maurizio Zaccaro - 1999
- Stregati dalla luna - de Pino Ammendola y Nicola Pistoia - 2001
- Göta kanal 2 - Kanalkampen  - de Seth Pelle  - 2006
- Fade to Black- de Oliver Parker - 2006
- En la Toscana - de Mehdi Avaz - 2022

#### Director
- Stregati dalla luna  - 2001

### Televisión
- Antonio Gramsci - I giorni del carcere - 1977
- Extralarge: Diamonds - 1993
- L'ombra della sera - 1994
- Morte di una strega  - 1995
- Angelo nero - 1998
- Un prete tra noi 2 - 1999
- Pepe Carvalho. La serie, episodio El delantero centro fue asesinado al atardecer - 1999
- Ombre - 1999
- Indizio fatale - 1999
- La squadra - 2000
- Tequila e Bonetti - 2000
- Don Matteo - 2001
- Provaci ancora prof2005
- Lo zio d'America - 2006
- Kebab for Breakfast - 2007
- Filumena Marturano 2010